# Bộ Uông (尢)
Bộ Uông (尢) nghĩa là "yếu đuối" là một trong 31 bộ thủ được cấu tạo từ 3 nét trong số 214 Bộ thủ Khang Hi. Trong Khang Hi tự điển, có 66 ký tự (trong tổng số 49.030) được tìm thấy dưới bộ thủ này.

## Chữ thuộc bộ Uông (尢)

Giáp cốt văn
Kim văn
Tiểu triện

| Số nét | Chữ            |
| ------ | -------------- |
| 3 nét  | 尢             |
| 4 nét  | 尤             |
| 6 nét  | 尥 尦          |
| 7 nét  | 尨 尩 尪 尫 尬 |
| 9 nét  | 尮 尯          |
| 12 nét | 尰 就          |
| 13 nét | 尲 尳 尴       |
| 15 nét | 尵             |
| 17 nét | 尶 尷          |